# براد بيزلي
براد بيزلي (بالإنجليزية: Brad Paisley)‏ (و. 1972  م) هو مغني، ومغن ومؤلف، وملحن، وعازف قيثارة، من الولايات المتحدة، ولد في غلين ديل.

## التعليم
تعلم في Belmont University ‏.

## وصلات خارجية
- براد بيزلي على موقع IMDb (الإنجليزية)
- براد بيزلي على موقع الموسوعة البريطانية (الإنجليزية)
- براد بيزلي على موقع روتن توميتوز (الإنجليزية)
- براد بيزلي على موقع ميوزك برينز (الإنجليزية)
- براد بيزلي على موقع رولينغ ستون (الإنجليزية)
- براد بيزلي على موقع إن إن دي بي (الإنجليزية)
- براد بيزلي على موقع أول ميوزيك (الإنجليزية)
- براد بيزلي على موقع ديسكوغز (الإنجليزية)
- براد بيزلي على موقع قاعدة بيانات الفيلم (الإنجليزية)